# فيانوس
بلدية فيانوس (بالإسبانية: Vianos) هي بلدية تقع في مقاطعة البسيط التابعة لمنطقة كاستيا لا مانتشا وسط إسبانيا.

## الديموغرافيا
بلغ عدد سكان بلدية فيانوس 414 نسمة عام 2011 (وفقاً للمعهد الوطني الإسباني للإحصاء).
| 497 | 504 | 486 | 442 | 440 | 433 | 414 |